# W. L. Gore & Associates
W. L. Gore and Associates, Inc. — американська компанія, що спеціалізується на виробництві продуктів з фторопласту. Штаб-квартира компанії знаходиться у місті Ньюарк, штат Делавер. Широко відома як розробник водонепроникаючого матеріалу Гортекс, який використовується для виготовлення спеціального одягу та взуття.

## Нагороди та відзнаки
- З 1984 року, компанія знаходиться у рейтингу журналу Fortune — 100 Найкращих компанії для роботи. У рейтингу 2014 року, компанія займає 22 місце.[1]